# 埼玉県道396号下早見菖蒲線

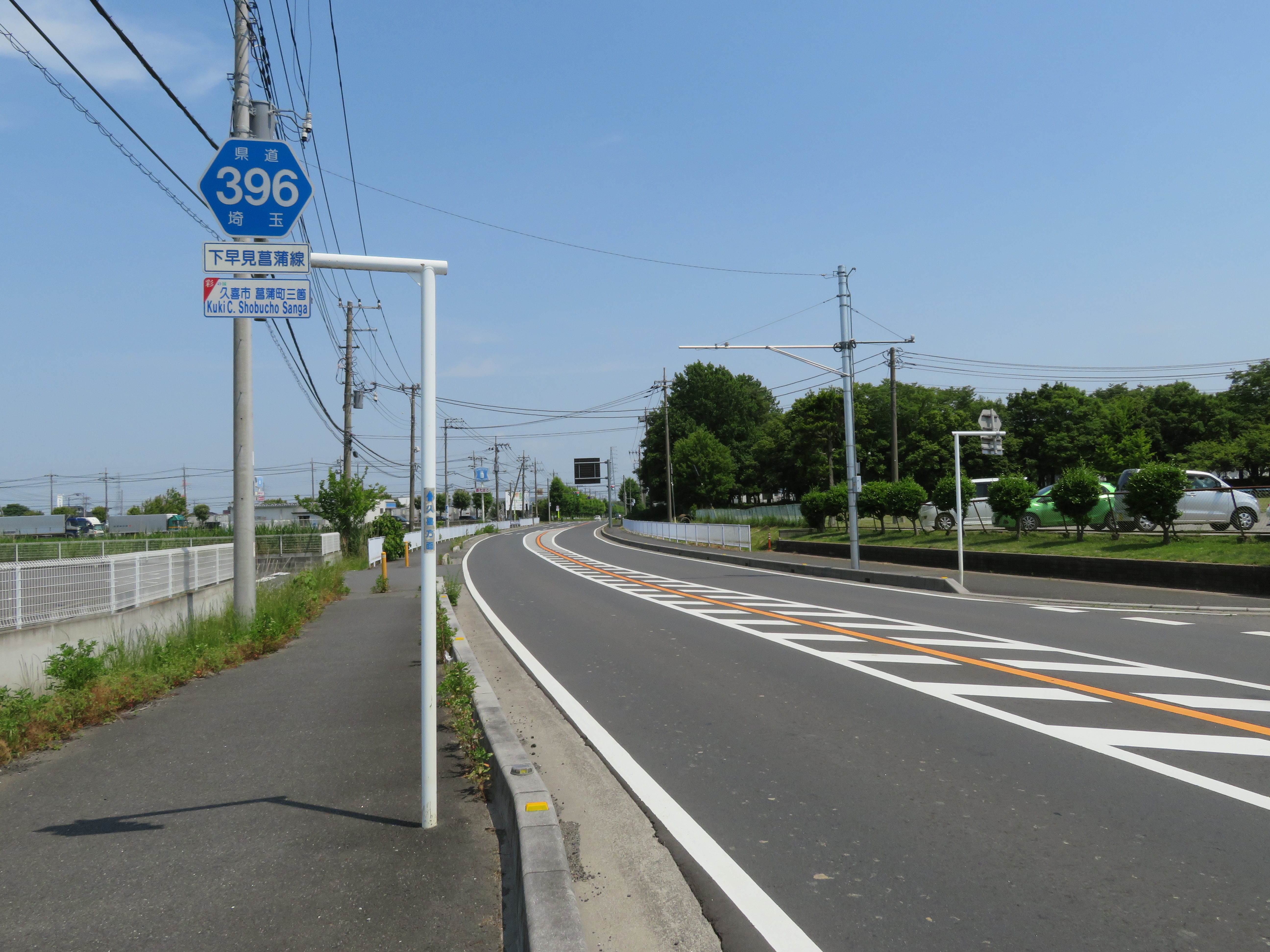
久喜市菖蒲町三箇付近

埼玉県道396号下早見菖蒲線（さいたまけんどう396ごう しもはやみしょうぶせん）は、埼玉県久喜市にある一般県道である。

## 概要
起点は埼玉県久喜市下早見にある埼玉県道3号さいたま栗橋線との交差点（名称なし）。かつては下早見交差点で交差していたが、首都圏中央連絡自動車道の側道整備に伴い、久喜白岡ジャンクション高架下の備前堀橋南側に交差点を新設し移設された。旧道は、久喜駅方面への左折進行のみとなり蓮田方面への右折ができなくなった。
久喜菖蒲工業団地内を横断し、国道122号と交差する早川交差点で終点となる。かつての終点は、埼玉県道12号川越栗橋線（工業団地入口交差点）であった。
全線2車線で制限速度は50km/h。日曜・休日の0時から5時まで250CC以上の二輪車の通行が規制されている。

## 起点・終点
- 起点：埼玉県久喜市下早見
- 終点：埼玉県久喜市菖蒲町三箇（国道122号：早川交差点）

## 地理

### 通過する自治体
- 埼玉県
  - 久喜市

### 交差する道路
| 交差する道路                  | 交差点名 | 所在地 | 所在地     | 最高速度 (km/h) |
| ----------------------------- | -------- | ------ | ---------- | --------------- |
| 埼玉県道3号さいたま栗橋線     |          | 久喜市 | 下早見     | 50              |
| （清久さくら通り）            |          | 久喜市 | 菖蒲町台   | 50              |
| 国道122号（騎西菖蒲バイパス） | 早川     | 久喜市 | 菖蒲町三箇 | 50              |

### 沿線・近隣の主な施設
- 久喜菖蒲公園
- 久喜菖蒲工業団地
- 清久工業団地
- モラージュ菖蒲

## ギャラリー

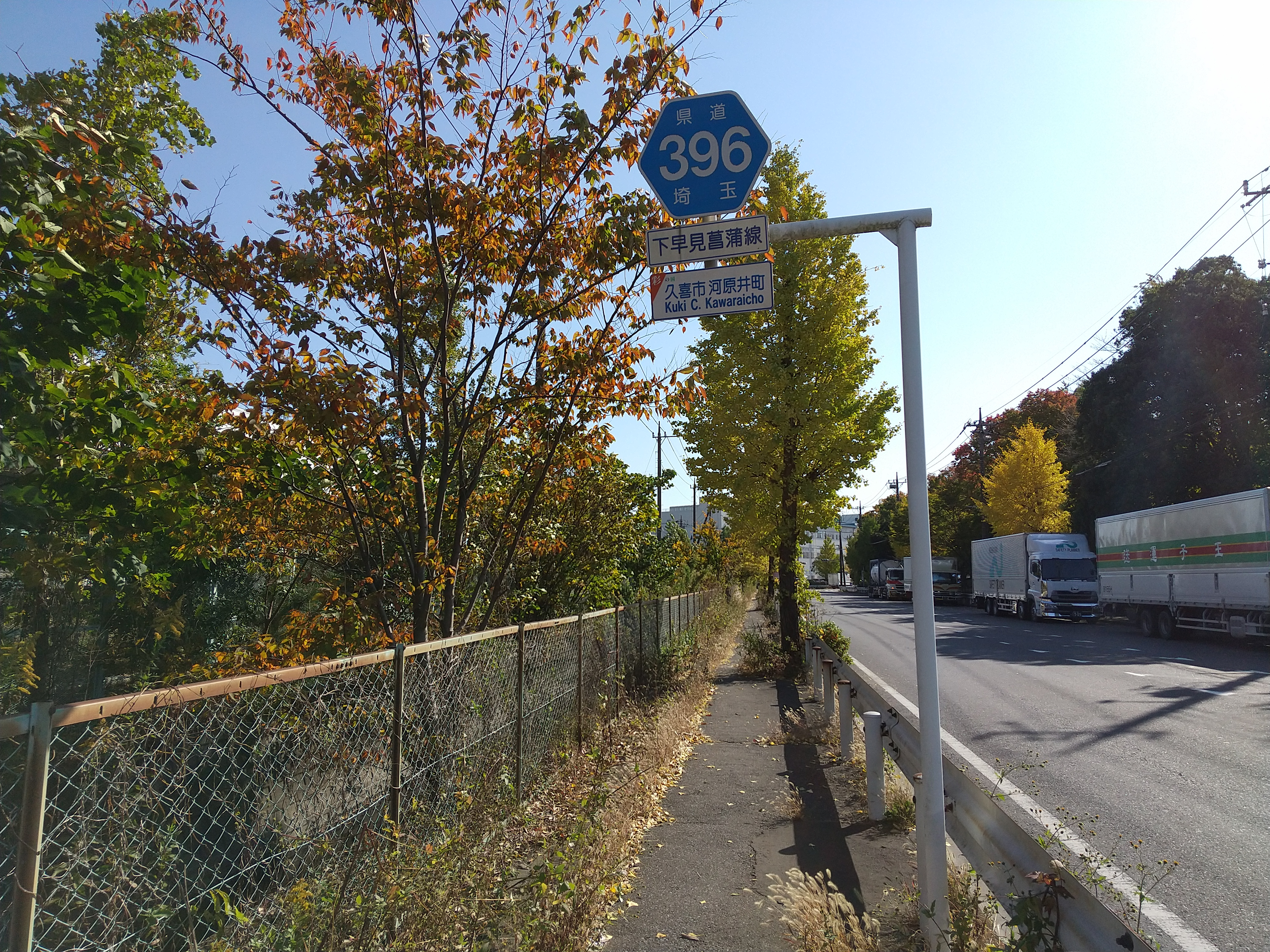
久喜市河原井町付近
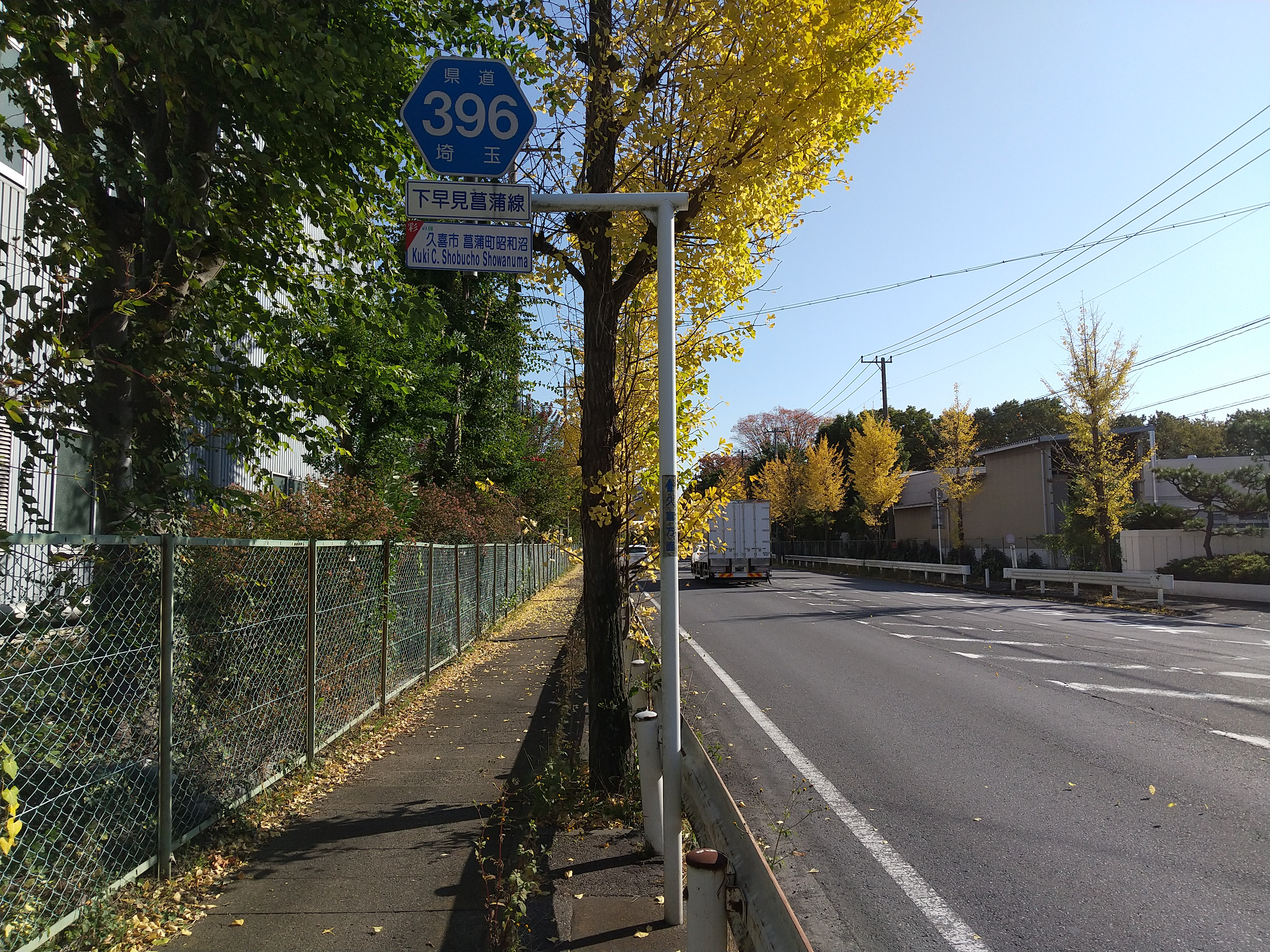
久喜市菖蒲町昭和沼付近